# くるねこ
『くるねこ』は、くるねこ大和によるブログを原作とした漫画・書籍・テレビアニメ作品。同タイトルの単行本は第20巻まで。21巻以降分の単行本は『はぴはぴくるねこ』第1巻〜として刊行されている。

## 概要
愛知県在住の原作者であるくるねこ大和が、保護した猫の里親を探すべく2006年にブログを開設。里親募集の情報や、同居する猫たちの日常を漫画で紹介する。ブログのアクセス数は1日あたり25万件以上。KADOKAWA（エンターブレイン）から単行本20巻が発行されている（21巻以降分の単行本は『はぴはぴくるねこ』第1巻～として刊行中で、2025年5月現在、既刊14巻）。シリーズの累計発行部数は200万部を突破。

## 登場人物

### 主要人物
くるねこ大和（作者）
声 - 今井麻美（タテアニメ）
1973年2月14日生まれ。女性。仕事と猫に「ぎうぎう」な生活を送る商業デザイナーであり、主にパッケージデザインを手掛ける。自称「酒とケモノを愛する名古屋のおばさん」。中日ドラゴンズのファンである。愛読書は時代小説であり、生粋の江戸好き。マイナスな気分に陥ると、立て続けに電化製品が壊れてしまう体質。2011年4月1日に結婚。愚連隊と名付けた飼い猫たちの日常をマンガで綴っている。
夫
通称・トゥさん、乙女。2011年4月1日に作者と結婚、翌日更新の漫画より登場。作者より3歳年上の酉年生まれ。漫画では、もじゃもじゃの天然パーマと大きな目が特徴的に描かれる。同じ猫好きだが、作者と違い下戸の甘党。作者が“くるねこ大和”として活動していることは知らなかったものの、作者曰く「どこに出しても恥ずかしいヲタク（オタク）」。酒に弱い。うお座。
にゃさん
作者が就職から約1年後に飼い始めた、オレンジ色の毛並みが特徴の雌猫。自宅近くの園芸店で500円で売られていたところを作者が購入。偏食で、不機嫌なときに尻尾を大きくはたく仕草（しっぽばん）を見せる。面倒見が良く、新入りのもんさん（美輪のもんさん）とも仲睦まじく過ごしていた。病気しらずの猫であったが、もんさんが成猫になるのを待つことなく作者の留守中に急死。大酒飲みで無茶な生活を送っていた自分の身代わりになったのかもしれないと、作者は述懐している。
美輪のもんさん
声 - 悠木碧（タテアニメ）
通称・もんさん、もんさま。雌。1匹目の愚連隊員。スコティッシュフォールドのミックスで、金目青目のオッドアイ。柄はブラック&ホワイト。1996年初夏、暇つぶしのために入ったペットショップで出会い、売れ残り後の処分を心配した作者が約1000円で購入。先輩猫のにゃさんにはよく懐き、成猫になったポ子とも問題なく一緒に過ごしていたが、気難しい性格であるためかカラスぼんなどとは相性が悪く、接触が少なかった。作者の脳内イメージではしばしば美輪明宏に例えられ、高貴で気位の高い猫として描かれる。肝機能障害や猫伝染性腹膜炎を患い、ストレス厳禁のため作者は乳母日傘で接していた。2012年4月8日午前1時20分永眠。享年17歳。
ポ子
声 - 井口裕香（タテアニメ）
通称・ポっちゃん、ぽこりむし、ポっちま。雌。2匹目の愚連隊員。柄はトーティシェルだが、漫画・アニメ版ではオレンジ色のふわふわした毛並みで描かれる。1999年冬、へその緒がついた状態で道に捨てられているのを作者が保護。ウイルス性の猫風邪にかかっており、獣医には安楽死を勧められるほど酷い状態であった。作者が献身的に点鼻点眼を続け、後に回復。後遺症で片目が濁り、嗅覚が鈍いため強いにおいしか反応しない。子猫の頃、もんさんに遊び道具を横取りされ続けた経験から執着心が強くなり、画鋲や消しゴムなど気に入った物はなんでも隠すようになる。所々にゃさんに似ている部分が見られ、作者は“生まれ変わり”として解釈している。2019年5月7日午前0時58分永眠。享年20歳。
カラスぼん
声 - 高垣彩陽（タテアニメ）
通称・ぼん、ぼん兄（にぃ）、阿仁ぃ（あにぃ）、ボニーさん、ボニキ。雄。3匹目の愚連隊員。柄はソリッドブラック。2001年6月、木から降りられなくなっているところを作者の友人が発見、警官に保護されたのち作者宅にやって来る。優しい性格で面倒見が良いが、人懐っこすぎるが故に、もんさんとは相性が悪い。筋肉質で鋭いキバを持つ。毛繕いを滅多にしないためいつも薄汚れており、尻尾を触られることが苦手。停留睾丸のためスプレー行為が治らないままでいたが、肉芽腫手術の触診時に残りの睾丸が見つかり、無事摘出された。2018年1月に糖尿病を発症。漫画では江戸言葉で話す姿が描かれている。2018年11月19日20時05分永眠。享年約17歳。
留吉（とめきち）
声 - 諏訪彩花（タテアニメ）
通称・トメ、トメちゃ、にょっこい神、ハートメン軍曹。雌。4匹目の愚連隊員。ブラック&ホワイトのいわゆる“はちわれ”猫。2005年冬、道端に倒れ衰弱しきっているところを、自転車で通勤途中の作者が保護。「幸せを“留め”る」「猫はこれで打ち“止め”」という意味を込め、名付けられた。人見知りが激しく知らない猫や人が苦手であったが、次々にやってくる保護猫たちと接するにつれ人見知りを克服していく。「指トコトコ」「はぴはぴ」「おなかぷ～ぷ～」など、作者とのあいだに留吉唯一の遊び方を多く持っており、作者自身も“トメびいき”であることを公言していた。腎不全を患った際には重篤な状態になり、一時は命も危ぶまれたが、猫医者が「化け猫」と評価するまでの回復を見せる。しかし、2017年7月17日に脳症を起こし入院。昏睡状態を経て容態は安定したものの、同年8月25日午前6時10分永眠。享年約14歳。
胡坊（こぼん）
声 - 藤井ゆきよ（タテアニメ）
通称・胡ぼん、胡ぼち、ステキ王子。雄。5匹目の愚連隊員。柄はサバシロトビ。2007年夏、作者の妹が保護した捨て猫3匹のうちの1匹。当初は「白くん」と呼ばれ他の2匹同様に里親探しが行われていたが、骨盤骨折を負い、後遺症が出る可能性もあることから愚連隊入りした（その後、後遺症らしきものもは見られない）。左後ろ足の指の一本のみ子猫時代から成長しておらず、作者は、骨盤骨折からの奇跡的回復と絡めて「指一本を命と引換として三途の川から戻ってきた」と解釈している（後に左後ろ脚全体が成長不足であった事が判明）。温厚で親しみやすい性格をしており、他の猫にも友好的。食いしん坊で大きな体をしているため、作品内ではその体型を指して「どぇん」「大福」「餅」などと呼ばれる。作者は、胡坊の目が青いことから“西方”を意味する「胡」を名前に用いたが、この字が「垂れたあご肉」という意味も持つことが後に判明。以降、作者は大きく育つための“呪い“を込めて、保護した猫たちに「胡」を用いた仮名を多く付けることとなる。
トラ松（トラまつ）
雄。6匹目の愚連隊員。柄はブラウンタビー。近所の野良猫で、当初は「ボロン太」と呼ばれていた。引っ越し時に、元の飼い主に置いて行かれた猫である。2010年5月頃、エサ欲しさに後追いをするため「文句があるならウチの子になりなさい」と告げたところ、その言葉通り作者宅の庭に住み着く。同年8月10日に保護され、愚連隊入り。名を「トラ松」と改める。人に対しては懐っこく甘えたがりであったが大の猫嫌いで、作者宅に居るあいだは隔離状態（他猫への威嚇・攻撃を防ぐため）にあった。このままでは食住が足りている“だけ”だと考えた作者が悩んだ末に里親を募集。同年10月に北海道へと縁づき、額の模様がアルファベットのMに見える事から「むぅちゃん」と名付けられた。愚連隊初の脱隊者。
胡てつ（こてつ）
通称・胡てちゅう、胡てつん。雄。7匹目の愚連隊員。柄はブラウンタビー。2012年6月、作者の夫が名古屋高速道路の路肩にて保護。発見当初は後両足骨折及び猫風邪に侵されており、それに加えてるい痩も著しい状態だったため、保護後は即入院・手術を施される。入院中は半死半生の状態であるにも拘らず、点滴の管を3本噛みちぎるという生命力の強さを発揮。同年7月初旬に退院した。猫風邪の後遺症により右目が濁っており、怪我をしていた後ろの両足はボルトで固定されている。同年8月18日、愚連隊入り。猫とは仲良く接するものの、人に対しては多少遊んでもらう程度で甘える行為は比較的少なく、抱っこされるのも苦手である。ブラッシングを好み、「ごしごし」をねだる姿が頻繁に描かれる。漫画では猫風邪で少し小さくなった右目をつむっている。2021年8月20日午前7時30分急性腎不全のため永眠。享年9歳
百助・ジョン・マル胡ビッチ（ももすけ ジョン マルこビッチ）
通称・マル。雄。8匹目の愚連隊員。柄はソリッドホワイト。青目。2014年4月下旬、猫仲間経由で作者宅にやって来る。だが、里親決定後に小脳に先天的異常を抱えていることが判明。将来のことを考え、愚連隊入りとなった。運動があまりできず、歩き方にも特徴がある。白猫・青目という特徴から、聴覚障害の可能性を告げられている。現在は胡ぼんに匹敵するほど大きな体に成長し、漫画でも特徴的な丸顔で描かれる。
胡ゆっき・ジョー・アポロビッチ（こゆっき ジョー アポロビッチ）
通称・胡ゆ（こゆ）。雄。9匹目の愚連隊員。柄はソリッドホワイト。緑目。マル胡と同じく2014年4月下旬、作者宅にやって来た。同年6月24日里親のもとへ縁付いたが、後に軽度の運動障害を抱えていたことが判明。行き先が二転三転した結果、愚連隊入りとなる。名前の“ジョー”は9匹目にかけて「サイボーグ009」に由来、“アポロ”は自分の毛を吸ってアポロチョコに似た形の毛の塊をよく作ることに由来している。漫画では、マル胡に比べて細身の顔で描かれる。
トム
雄。ロシアンブルー。保護や一時預かりの猫ではなく、作者ブログにて里親を募った猫である。2014年8月、作者は二度にわたりトムの里親募集を掲載。理由は飼い主の闘病によるものであったが、里親の決定には至らなかった。同年10月27日、トムは「ホームステイ」として作者宅にやってくるが、翌年の正月明けに飼い主が逝去。里帰り中のポーと仲良く過ごしていたためポーの里親宅に縁付く話もあったようだが、トムは現在も作者宅にてホームステイ中である。漫画ではくっきりした目鼻立ちが特徴的に描かれ、漫画では京言葉を話す。実質10匹目の愚連隊員。2022年11月4日9時45分永眠。遺骨の半分は元の飼い主と同じ海へ散骨された。
胡マ（こま）
通称・コマコマ、サンド師匠。雌。11匹目の愚連隊員。柄はブラック&ホワイト。2016年1月、春日井市の置き去り現場から保護され、作者宅にやって来た。警戒心が強く、人にも猫にも心を開かなかったため愚連隊入り。妖怪ウォッチのコマさんに似ていたことから「胡マ」と名付けられる。尚、通称の"サンド師匠"は、リラックス時の表情が桂三度に似ていることに由来する。
チー
通称・チーちゃん、秘密のチーチー。年齢不明の雌猫。柄はグレー（ロングコート）。夫の実家より作者宅にやってきたが、詳細な時期は不明。2016年7月14日のブログより登場。くるねこ関連作品への影響が大きいため“秘密”扱いとなっており愚連隊の一員としてカウントされていない。初登場以降は公然の秘密となっており、通称の「秘密のチーチー」も、そのことに由来する。他の猫たちとはつるむことなく単独で過ごすことが多く、夫が主な世話をしている。
2020年5月5日19時過ぎ永眠。
胡ねこ丸
雄。12匹目の愚連隊員。柄は焦げ目を付けたような白色。捕獲される前は野良猫で、2024年10月、
ボクちゃん・オレちゃん
2頭のヤギ。庭の雑草処理担当としてやって来た。一頭の背中の黒点が墨汁の様な事から、ボクちゃんと名付けられ。その対をなす名前としてもう一頭にオレちゃんと名付けられた。

### エムズキャットクリニック
猫医者
愚連隊のかかりつけ医。眼鏡をかけた強面の男性獣医で、作者曰く「笑顔も恐い」。著書に「猫好きのおもしろ話」「犬好きのおもしろ話」の他、作者が表紙・挿絵を担当している「猫医者に訊け！」「またまた猫医者に聞け！」「もっと猫医者に訊け！」がある。
猫の奥さん
猫医者の妻で、おかっぱ頭の女性。どんな猫でも落ち着かせることの出来る技（通称：耳つむ）を持つ、保定の神。

### 実家
父
眼鏡を掛けた物静かな男性。作者にネタを提供しようとしている節が見られる。自宅の犬猫をたいへん可愛がっている。
母
大きな瞳とパーマ頭が特徴。猫飼いのベテランであり、たくましいお母さん。自宅の引き戸が自動で閉まるように改造するなど、手先が器用。
弟
父と同様眼鏡を掛けた男性。顔が縦長。
妹
大きな瞳が母親似。胡坊とそのきょうだいを保護した張本人であり、その他にも多くの猫を保護している。うお座。
チビ
通称・まだら丸。雄。黒白の大柄な猫。2006年春に作者の妹が保護した捨て猫5匹のうちの1匹。保護当初作者からは「ブサ」と呼ばれており、不細工ではもらい手が見つからないであろうという理由で実家に引き取られ、「チビ」と名付けられた。座右の銘は「平常心」。物怖じしない性格であり近所のボス猫と争い勝ったこともあるが、カラスぼんが苦手。掃除機を使ってのブラッシングを好み、作者はその様子を動画で公開している。2017年10月12日午前7時、腎臓ガンにて永眠。享年11歳。
シマ
年齢不詳の雌。トラ猫で、ミーチャンとは姉妹猫。受け口の鮭顔をしている脱走魔。
ミーチャン
年齢不詳の雌猫。真っ白なロングコートの猫。お嬢様気質で、作者のことが大嫌い。実家へ帰省したときは決まって、作者の寝泊りしている部屋の前まで作者の靴を運び、早く帰るよう促している。作者嫌いが大きくネタにされているが、実際には2日程度で慣れる。
マロン
通称・マロたん。雌犬。作者の父が拾ったあと里親宅で暮らしていたが、実家へと戻って来た。遊ぶことの好きな「男らしい」犬。

### 保護・一時預かりの猫たち
2006年
くるねこ保育園・5にゃん
あずき
保護時の名前は「シャム子」「カリート」。シャム風ポイントカラーの雌猫。東京都の里親宅に縁付く。
クゥ
保護時の名前は「黒くん」。ソリッドブラックの雄猫。静岡県の里親宅に縁付く。
チビ
保護時の名前は「ブサ」。ブラック&ホワイトの雄猫。作者の実家に引き取られる。2017年10月12日、永眠。
トト
保護時の名前は「茶色氏」。レッドタビーの雄猫。ララと共に横浜市の里親宅に縁付く。
ララ
保護時の名前は「白黒」「美人」。ブラック&ホワイトの雌猫。トトと共に横浜市の里親宅に縁付く。2018年5月31日、永眠。
くるねこ保育園
チャイ
保護時の名前は「チビ」。クリームの雄猫。国道沿いを歩いているところを作者が保護。同年8月6日、和歌山の里親宅に縁付く。
2007年
くるねこ保育園・3にゃん
梅ちか（うめちか）
保護時の名前は「みけちゃん」。キャリコの雌猫。大阪府の里親宅に縁付く。2010年12月25日、永眠。
胡坊（こぼん）
保護時の名前は「しろくん」。胡坊の項を参照のこと。
宙（そら）
保護時の名前は「みみちゃん」。キャリコの雌猫。埼玉県の里親宅に縁付く。2018年7月21日、永眠。
2008年
くるねこ保育園・シーズン1
めい
保護時の名前は「赤茶」「ぴょいーん」。レッドタビーの雄猫。北海道の里親宅に縁付く。2022年6月7日、永眠。
るい
保護時の名前は「お銀」。サバシロトビの雌の猫。東京都の里親宅に縁付く。
ルーク
保護時の名前は「花太郎」。シルバータビー&ホワイトの雄猫。東京都の里親宅に縁付く。
くるねこ保育園・シーズン2
サンボ
保護時の名前は「ジャイアン」。シルバータビー&ホワイトの雄猫。東京都の里親宅に縁付く。
デビル
保護時の名前も「デビル」。ソリッドブラックの雄猫。東京の里親宅に縁付く。2023年10月23日、腎不全で6時30分頃永眠。「甘々のベロベロな15年だったそうです。」 デビたん、ありがとう、またね。
ポー
保護時の名前は「もじゃもじゃ」。グレー（ロングコート）の雄猫。大阪府の里親宅に縁付く。2014年10月から翌年1月までの約3ヶ月、一時的に作者宅へ里帰りしている。
2009年
くるねこ保育園・2にゃん
胡太郎（こたろう）
保護時の名前は「胡太」。シルバータビー&ホワイトの雄猫。愛知県の里親宅に縁付く。
ちひよ
保護時の名前は「ぴょ子」。トーティシェルの雌猫。東京都の里親宅に縁付く。
くるねこ避難所
カブ
飼い主に先立たれ埼玉県越谷市からやってきたブラック&ホワイトの雄猫。横浜の里親宅に縁付く。2014年7月24日、永眠。
楽太郎（らくたろう）
カブと同じ経緯でやってきたソリッドホワイトの雄猫。東京都の里親宅に縁付く。2015年12月21日、永眠。
2010年
一時預かり
レオ
千葉県からやってきたレッドタビー&ホワイトの雄猫。トトロの息子猫である。愛知県の里親宅に縁付く。
トトロ
レオと同じ経緯でやってきたレッドタビーの雄猫。レオの父猫である。横浜の里親宅に縁付く。
くるねこ保育園
ソメ
保護時の名前は「染チカ（そめちか）」。横浜で保護されたトビミケの雌猫。横浜の里親宅に縁付く。
2011年
くるねこ避難所
花梨（かりん）
東日本大震災時、福島県からやってきたキャリコ（ロングコート）の雌猫。同年7月18日、福島県へ帰還。
胡桃（くるみ）
花梨と同じ経緯でやってきたキャリコの雌猫。同年7月18日、福島県へ帰還。
美緒（みお）
花梨、胡桃と同じ経緯でやってきたキャリコの雌猫。同年7月18日、福島県へ帰還。
やさぐれ隊
杏（あん）
保護時の名前は「ごまめ」。保育園の敷地内で保護され作者宅にやってきた、シルバータビーの雌猫。同年8月7日、愛知県の里親宅に縁付く。
小雪（こゆき）
保護時の名前は「小餅（こもち）」。杏と同じ経緯でやってきた、ソリッドホワイトの雄猫。同年7月24日、石川県の里親宅に縁付く。
結（ゆい）
保護時の名前は「鬼子（おにこ）」。杏・小雪と同じ経緯でやってきた、ソリッドホワイトの雌猫。同年8月1日、愛知県の里親宅に縁付く。
福島愚連隊
亜胡（あこ）
保護時の名前は「胡桃亜（くるみあ）」。キャリコの雌猫。東日本大震災の後に福島県で保護され、作者宅で一時預かりとなった。元の飼い主を探すことが目的であったが、一定期間が過ぎたため里親募集に切り替えられた。翌年5月13日、愛知県の里親宅に縁付く。
胡もさん（こもさん）
保護時の名前は「こもり」「こも」。亜胡と同じ経緯でやってきたブラウンタビーの雌猫。翌年6月24日、神奈川県の里親宅に縁付く。
天白郎（てんしろう）
保護時の名前は「ゆきお」。亜胡・胡もさんと同じ経緯でやってきたソリッドホワイトの雄猫。翌年6月30日、蛍之介と共に東京都の里親宅に縁付く。
蛍之介（ほたのすけ）
保護時の名前は「ほたる」「ほた」「ショボ松」。亜胡・胡もさん・天白郎と同じ経緯でやってきたブラウンタビーの雄猫。翌年6月30日、天白郎と共に東京都の里親宅に縁付く。
2012年
くるねこ保育園
あん胡（あんこ）
保護時の名前は「あんこ玉」。ブラック&ホワイトの雌猫。同年7月22日、東京都の里親宅に縁付く。
ミニッ胡隊
玄（げん）
保護時の名前は「胡クロ（こクロ）」。ソリッドブラックの雄猫。同年8月9日、神奈川県の里親宅に縁付く。
ぱと
保護時の名前は「らら胡（ララこ）」。ブラック&ホワイトの雄猫。同年7月25日、千葉県の里親宅に縁付く。
ポピ胡（ポピこ）
保護時の名前は「はな胡（はなこ）」。ブラウンタビー&ホワイトの雄猫。同年8月17日、大阪府の里親宅に縁付く。
米胡（よねこ）
保護時の名前は「胡子（ここ）」。シルバータビー&ホワイトの雌猫。同年7月22日、神奈川県の里親宅に縁付く。
小牧組
あずき
保護時の名前は「ジーナ」。ソリッドブラックの雌猫。小牧市の多頭飼育崩壊現場から保護され、作者宅で一時預かりとなった。同年12月17日、京都府の里親宅に縁付く。2018年10月15日、永眠。その後、里親さんは新たにオレちゃんを引き取る。
あわわ
保護時の名前は「かりん兵衛」。あずきと同じ経緯でやってきたブラック&ホワイトの雄猫。同年12月9日、ふにゃらと共に神奈川県の作詞家・喜多條忠宅に縁付く。
はんべ
保護時の名前は「半兵衛」。あずき・あわあわと同じ経緯でやってきたブラック&ホワイトの雄猫。胡てつと仲が良かった。同年12月9日、東京都の里親宅に縁付く。同居猫の「ジロ」に甘えることができた11年間。2023年10月3日0時45分里親宅で永眠。
ふにゃら
保護時の名前は「ポル胡（ポルこ）」。あずき・あわわ・はんべと同じ経緯でやってきたトーティシェルの雌猫。同年12月9日、あわわと共に神奈川県の作詞家・喜多條忠宅に縁付く。
胡魚隊
胡諭吉（こゆきち）
保護時の名前は「胡ゆき（こゆき）」。警察署に持ち込まれた後、作者宅にやってきたソリッドホワイトの雄猫。同年12月24日、愛知県の里親宅に縁付く。
チップ
保護時の名前は「胡ぶち（こぶち）」。胡諭吉と同じ経緯でやってきたサバシロトビの雄猫。同年12月15日、愛知県の里親宅に縁付く。
ニャン太（ニャンた）
保護時の名前は「胡ムギ師匠（こムギししょう）」。胡諭吉・チップと同じ経緯でやってきたブラック&ホワイトの雄猫。同年12月11日、愛知県の里親宅に縁付く。
ゆっきー
保護時の名前は「教授」。胡諭吉・チップ・ニャン太と同じ経緯でやってきたブラック&ホワイトの雄猫。同年12月15日、静岡県の里親宅に縁付く。
2013年
一時預かり
杏胡（あんこ）
保護時の名前は「赤毛のアン胡」。レッドタビーの雌猫。同年7月25日、大阪府の里親宅に縁付く。
くるねこ保育園
胡次郎（こじろう）
保護時の名前も「胡次郎」。ブラウンタビーの雄猫。同年9月7日、東京都の里親宅に縁付く。
春日井組
胡麻（ごま）
保護時の名前は「ゴマ猫」。ブラック&ホワイトの雌猫。春日井市の置き去り現場から保護され、作者宅で一時預かりとなった。翌年5月8日、八兵衛・九太郎と共に大阪府の里親宅に縁付く。
八兵衛（はちべえ）
保護時の名前は「パゲ男」。ブラック&ホワイトの雄猫。翌年5月8日、胡麻・九太郎と共に大阪府の里親宅に縁付く。
九太郎（きゅうたろう）
保護時の名前は「斑目九太郎」。シロクロトビの雄猫。翌年5月8日、胡麻・八兵衛と共に大阪府の里親宅に縁付く。
2014年
男闘胡組（おとこぐみ）
大ちゃん（だいちゃん）
保護時の名前は「あん胡郎（あんころう）」。ソリッドブラックの雄猫。同年6月24日、愛知県の里親宅に縁付く。
百助・ジョン・マル胡ビッチ（ももすけ ジョン マルこビッチ）
百助・ジョン・マル胡ビッチの項を参照のこと。
胡ゆっき・ジョー・アポロビッチ（こゆっき ジョー アポロビッチ）
胡ゆっき・ジョー・アポロビッチの項を参照のこと。
くるねこ保育園
百ぞう（ももぞう）
保護時の名前は「うどん」。ソリッドホワイトの雄猫。作者の自宅前に居たところを保護された。同年8月30日、ニャン太の居る愛知の里親宅に縁付く。
2015年
くるねこ保育園
胡桃（くるみ）
キャリコの雌猫。生まれたばかりで警察署へ捨てられ、作者宅へやってくる。同年6月16日、愛知の里親宅に縁付く。
一時預かり
雪舟（せっしゅう）
ブラウンタビーの雄猫。市川市の多頭飼育崩壊から保護され、作者宅で一時預かりとなった。同年12月23日、文太と共に里親宅に縁付く。2022年5月9日永眠。
文太（ぶんた）
ブラウンタビーの雄猫。雪舟と同じ経緯で一時預かりとなった。同年12月23日、雪舟と共に里親宅に縁付く。2023年1月4日永眠。
2016年
くるねこ保育園
6匹の子猫
ソリッドブラックとトーティシェルそれぞれ3匹ずつ、性別は不明。知人宅付近で母猫に産み置いていかれた子猫。ネコカリシウイルス感染症の疑いがあり、手を尽くしたが、一週間足らずの同年5月9日、6匹ともに永眠。
一時預かり
胡麦（こむぎ）
保護時の名前は「ミーちゃん」。ブラウンタビーの雌猫。同年8月27日、里親宅に縁付く。
2017年
一時預かり
ハル
名古屋港で保護された、当初の名前は「うんぜん」。サバシロトビの雄猫。作者宅にて生活中。リタとは血縁があると思われる、とくにリタが好き。
2022年11月8日朝8時永眠。死因はリタと同じ細菌性肺炎と思われる。
コー／リタ　通称・リリ胡（りりこ）／リッちゃん
名古屋港で保護された、当初の名前は「みっつ」。サバシロトビの雌猫。ハルとは血縁があると思われる、ハルと仲が良い。
2022年6月13日6時過ぎ永眠。死因は細菌性肺炎と思われる。
えぇとこのボンズ
助さん
当初の名前は「ミニーC」。ブラウンタビーの雄猫。夫の友人が妊娠に気づかず保護した猫が産んだ子猫で、離乳後に作者宅にやってきた。同年7月15日、格さんと共に埼玉の里親宅に縁付く。
格さん
当初の名前は「ブイ」。ブラウンタビーの雄猫。助さんと同じ経緯でやってきた。同年7月15日、助さんと共に埼玉の里親宅に縁付く。
なつ
当初の名前は「ミトン」。ブルータビーの雌猫。助さん・格さんと同じ経緯でやってきた。同年7月15日、東京の里親宅に縁付く。
バロン
当初の名前は「デビ」。ソリッドブラックの雄猫。助さん・格さん・ミトンと同じ経緯でやってきた。同年7月20日、石川の里親宅に縁付く。
台風一家
ナナチ
台風の翌日、作者宅の庭に一家で居たところを保護された。ブラウンタビー&ホワイトの母猫で保護時は約1歳。翌年1月、岐阜の里親宅に縁付く。
晴蔵（はるぞう）
保護時の名前は「ニャー蔵」。保護時は約半年。ブラウンタビー&ホワイトの雄猫。翌年2月、東京の里親宅に縁付く。
モコ
保護時は約半年。ブラウンタビー&ホワイトの雌猫。翌年2月、東京の里親宅に縁付く。
シマ蔵（しまぞう）
おそらく父猫。ブラウンタビー&ホワイトの雄猫で保護時は約6歳。現在も作者宅にて生活中。2022年8月23日20:45ごろ永眠。
2018年
一時預かり
大福
保護時の名前は「胡ぶん/オレちゃん」。ソリッドホワイトの雄猫。イラストでは頭の先が尖ってる。2020年4月、京都の里親宅に縁付く。(元アズキの里親さんで大福の中にはアズキが有るとの理由で大福と命名)

## 書誌情報
- 『くるねこ』 KADOKAWA（エンターブレイン）、全20巻
  1. 2008年1月発行（2008年1月15日発売[13]）、ISBN 978-4-7577-3887-4
  2. 2008年7月発行（2008年6月20日発売[13]）、ISBN 978-4-7577-4311-3
  3. 2008年12月31日発行（2008年12月20日発売[13]）、ISBN 978-4-7577-4577-3
  4. 2009年7月16日発行（2009年7月4日発売[13]）、ISBN 978-4-7577-4962-7
  5. 2010年2月26日発行（2010年2月15日発売[13]）、ISBN 978-4-04-726306-2
  6. 2010年10月14日発行（2010年10月2日発売[13]）、ISBN 978-4-04-726723-7
  7. 2011年4月12日発行（2011年3月31日発売[13]）、ISBN 978-4-04-727142-5
  8. 2011年10月14日発行（2011年10月3日発売[13]）、ISBN 978-4-04-727549-2
  9. 2012年4月発行（2012年3月31日発売[13]）、ISBN 978-4-04-727863-9
  10. 2012年9月発行（2012年8月31日発売[13]）、ISBN 978-4-04-728234-6
  11. 2013年3月発行（2013年3月30日発売[13]）、ISBN 978-4-04-728687-0
  12. 2013年9月発行（2013年8月27日発売[13]）、ISBN 978-4-04-729050-1
  13. 2014年4月発行（2014年3月31日発売[13]）、ISBN 978-4-04-729488-2
  14. 2014年9月発行（2014年9月30日発売[13]）、ISBN 978-4-04-729807-1
  15. 2015年3月発行（2015年3月30日発売[13]）、ISBN 978-4-04-730265-5
  16. 2015年8月発行（2015年8月31日発売[13]）、ISBN 978-4-04-730660-8
  17. 2016年3月発行(2016年3月24日発売)、ISBN 978-4-04-730660-8
  18. 2016年8月発行(2016年8月31日発売)、ISBN 978-4-04-730660-8
  19. 2017年3月発行(2017年3月31日発売)、ISBN 978-4-04-730660-8
  20. 2017年9月発行(2017年9月28日発売)、ISBN 978-4-04-734775-5

- 『はぴはぴくるねこ』 KADOKAWA（エンターブレイン）、既刊14巻（2025年2月28日現在）
  1. 2018年3月28日発売、ISBN 978-4-04-735021-2
  2. 2018年3月28日発売、ISBN 978-4-04-735082-3
  3. 2018年10月5日発売、ISBN 978-4-04-735301-5
  4. 2019年4月5日発売、ISBN 978-4-04-735589-7
  5. 2019年10月31日発売、ISBN 978-4-04-735776-1
  6. 2020年4月30日発売、ISBN 978-4-04-736085-3
  7. 2021年1月28日発売、ISBN 978-4-04-736389-2
  8. 2021年1月28日発売、ISBN 978-4-04-736478-3
  9. 2022年4月4日発売、ISBN 978-4-04-736797-5
  10. 2022年4月4日発売、ISBN 978-4-04-736960-3
  11. 2023年7月14日発売、ISBN 978-4-04-737520-8
  12. 2023年7月14日発売、ISBN 978-4-04-737521-5
  13. 2024年8月1日発売、ISBN 978-4-04-737995-4
  14. 2025年2月28日発売、ISBN 978-4-04-737996-1

## 関連書籍
- 『よりぬき くるねこ』 KADOKAWA（エンターブレイン）、2009年08月発売、ISBN 978-4-7577-5050-0
- 『よりぬき くるねこ 特盛』 KADOKAWA（エンターブレイン）、2010年7月12日発売、ISBN 978-4-04-726676-6
- 『やつがれとチビ』 幻冬舎コミックス、2008年12月発行、ISBN 978-4-344-81426-4
- 『おばさんとトメ』 幻冬舎コミックス、2009年4月発行、ISBN 978-4-344-81627-5
- 『やつがれと甘夏』 幻冬舎コミックス、2010年1月発行、ISBN 978-4-344-81757-9
- 『やつがれと枕荒らし』 幻冬舎コミックス、2011年3月発行、ISBN 978-4-344-82187-3
- 『殿様とトラ　幼少期』幻冬舎コミックス、2012年2月発行、ISBN 978-4-344-82438-6
- 『やつがれとあん胡郎』 幻冬舎コミックス、2013年3月発行、ISBN 978-4-344-82744-8
- 『殿様とトラ』幻冬舎コミックス、2013年12月発行、ISBN 978-4-344-82947-3
- 『やつがれと橘の木』 幻冬舎コミックス、2015年3月発行、ISBN 978-4-344-83398-2
- 『くるねこ番外篇 思い出噺』 KADOKAWA（エンターブレイン）、2014年9月発行、ISBN 978-4-04-729802-6
- 『猫医者に訊け！』 KADOKAWA（エンターブレイン）、2015年6月発行、ISBN 978-4-04-730477-2
- 『猪吉とたま』幻冬舎コミックス、2016年2月発行、ISBN 978-4-344-83649-5
- 『早乙女くんとＱちゃん』幻冬舎コミックス、2017年3月発行 (Amazon.co.jp限定)、ISBN 978-4-344-83956-4
- 『もっと猫医者に訊け！』KADOKAWA(エンターブレイン)、2017年9月発行、ISBN 978-4-04-734727-4

## テレビアニメ
2009年7月 - 2010年7月に第1シーズン、2010年7月 - 2011年夏（関西テレビは7月、東海テレビは9月）に第2シーズンが放送された。1話は5分で、関西テレビと東海テレビが製作委員会に出資している。2010年7月開始の第2シーズンでは、関東地方の一部独立局も放送するほか、一部のフジテレビ系列局でも遅れネットが行われている。
声優は第1シーズンは小林聡美が、第2シーズンは中谷美紀がいずれも1人で、登場する全ての役を演じた。声を先に録音して後から絵をつけるプレスコ方式を採用。飼い主と猫は、普通に会話する。
もんさん永眠時には総集編が追悼番組として放送された。

### スタッフ
- 原作 - くるねこ大和 エンターブレイン刊
- 演出 - 大地丙太郎
- 作画 - 大島りえ
- 制作 - ダックスプロダクション
- 制作協力 - スタジオDEEN
- 製作 - くるねこ舎（角川映画、関西テレビ放送、東海テレビ放送、アイピーフォー、※エンターブレイン、※SDP、※北海道文化放送、※テレビ静岡）
  - ※は2ndシーズンからの参加

### 主題歌
「Beautiful Day」
ビビアン・スーによる主題歌。作詞はささきのぞみ、作曲・プロデュースは亀田誠治。
歌手は当初非公開で、2009年12月16日付けの公式ブログで公表された。

### 各話リスト
| 話数 | サブタイトル                   | 放送日         | 放送日         |
| 話数 | サブタイトル                   | KTV            | THK            |
| ---- | ------------------------------ | -------------- | -------------- |
| #01  | 昔ばなし-1                     | 2009年 7月5日  | 2009年 7月11日 |
| #02  | 昔ばなし-2                     | 7月12日        | 7月18日        |
| #03  | ポ子の鼻                       | 7月19日        | 7月25日        |
| #04  | 収集癖の原点                   | 8月2日         | 8月1日         |
| #05  | 軍手偏愛者                     | 8月9日         | 8月8日         |
| #06  | 迷子ぼん-1                     | 8月16日        | 8月15日        |
| #07  | 迷子ぼん-2                     | 8月23日        | 8月22日        |
| #07  | 迷子ぼん-3                     | 8月23日        | 8月22日        |
| #08  | 迷子ぼん-4                     | 8月30日        | 8月29日        |
| #08  | 迷子ぼん-5                     | 8月30日        | 8月29日        |
| #09  | 拾った日 -5にゃん登場-         | 9月6日         | 9月5日         |
| #10  | 5にゃん来訪                    | 9月13日        | 9月12日        |
| #11  | 伝播する文化                   | 9月20日        | 9月19日        |
| #12  | 里親探し始まる                 | 9月27日        | 9月26日        |
| #13  | 拾いもの1                      | 10月4日        | 10月3日        |
| #14  | 拾いもの2                      | 10月11日       | 10月10日       |
| #15  | 拾いもの3                      | 10月18日       | 10月17日       |
| #16  | ねこがいる生活                 | 10月25日       | 10月24日       |
| #17  | 覚りの妖怪                     | 11月1日        | 10月3日        |
| #18  | ぷはっ                         | 11月8日        | 11月7日        |
| #19  | コレクター                     | 11月15日       | 11月14日       |
| #20  | ダンボール                     | 11月22日       | 11月21日       |
| #21  | トイレハイ                     | 11月29日       | 11月28日       |
| #22  | 魔法のじゅうたん               | 12月6日        | 12月5日        |
| #23  | 風呂トメ                       | 12月13日       | 12月12日       |
| #23  | うたたね                       | 12月13日       | 12月12日       |
| #24  | ストーブ                       | 12月20日       | 12月19日       |
| #24  | 指トコトコ                     | 12月20日       | 12月19日       |
| #25  | 入院                           | 12月27日       | 12月26日       |
| #26  | 邪魔トメ                       | 2010年 1月10日 | 2010年 1月9日  |
| #26  | お姉さん                       | 2010年 1月10日 | 2010年 1月9日  |
| #27  | 脱ぎう                         | 1月17日        | 1月16日        |
| #28  | 脳内劇場                       | 1月24日        | 1月23日        |
| #29  | のだが…                        | 1月31日        | 1月30日        |
| #29  | 遊ぶの!                        | 1月31日        | 1月30日        |
| #30  | 白くん入院                     | 2月7日         | 2月6日         |
| #31  | しろくんの里親候補             | 2月14日        | 2月13日        |
| #32  | もん電話                       | 2月21日        | 2月20日        |
| #32  | くちげんか                     | 2月21日        | 2月20日        |
| #33  | 我慢ポ子                       | 2月28日        | 2月27日        |
| #33  | 我慢もん                       | 2月28日        | 2月27日        |
| #34  | 我慢ぼん                       | 3月7日         | 3月6日         |
| #34  | 我慢トメ                       | 3月7日         | 3月6日         |
| #35  | びっくりトメ                   | 3月14日        | 3月13日        |
| #35  | あっしがついてる               | 3月14日        | 3月13日        |
| #36  | あい                           | 3月21日        | 3月20日        |
| #36  | 猫の集会                       | 3月21日        | 3月20日        |
| #37  | 享年5分                        | 3月28日        | 3月20日        |
| #38  | 押し入れ                       | 4月3日         | 4月3日         |
| #38  | トメの憂鬱                     | 4月3日         | 4月3日         |
| #39  | なんとかしなさい               | 4月10日        | 4月10日        |
| #39  | てれもん                       | 4月10日        | 4月10日        |
| #39  | 破戒                           | 4月10日        | 4月10日        |
| #40  | はしご                         | 4月17日        | 4月17日        |
| #40  | ガーゴン                       | 4月17日        | 4月17日        |
| #41  | おつかれぼん                   | 4月24日        | 4月24日        |
| #41  | 体は大人、心は子供             | 4月24日        | 4月24日        |
| #42  | おにぎりの刑                   | 5月1日         | 5月1日         |
| #43  | 水もしたたる                   | 5月8日         | 5月8日         |
| #44  | ぼんの良い日                   | 5月15日        | 5月15日        |
| #44  | よし                           | 5月15日        | 5月15日        |
| #45  | 成功!                          | 5月22日        | 5月22日        |
| #45  | 足湯                           | 5月22日        | 5月22日        |
| #46  | カレーにゃる一族               | 5月29日        | 5月29日        |
| #47  | ざぶとん攻防                   | 6月5日         | 6月5日         |
| #47  | 心をこめて                     | 6月5日         | 6月5日         |
| #48  | 消しゴムポ子                   | 6月12日        | 6月12日        |
| #48  | 没収                           | 6月12日        | 6月12日        |
| #49  | 今度はみんなで行くんだヨン     | 6月19日        | 6月19日        |
| #49  | 散らばれ                       | 6月19日        | 6月19日        |
| #50  | 別腹                           | 6月26日        | 6月26日        |
| #51  | 渡る世間は猫ばかり             | 7月3日         | 7月3日         |
| #52  | 猫ベッド大小                   | 7月10日        | 7月10日        |
| #53  | もんさんとぽっちゃん           | 7月17日        | 7月17日        |
| #53  | なんだっけ                     | 7月17日        | 7月17日        |
| #54  | エアおかか                     | 7月31日        | 7月31日        |
| #55  | トメの巣                       | 8月7日         | 8月7日         |
| #55  | トメの発見                     | 8月7日         | 8月7日         |
| #56  | あ〜け〜て〜                   | 8月14日        | 8月14日        |
| #56  | ステキなど真ん中               | 8月14日        | 8月14日        |
| #57  | 猫神社のお守り                 | 8月21日        | 8月21日        |
| #57  | 年中行事                       | 8月21日        | 8月21日        |
| #58  | 横取り                         | 8月28日        | 8月28日        |
| #58  | 誰かいるの?                    | 8月28日        | 8月28日        |
| #59  | 咬まれた                       | 9月4日         | 9月4日         |
| #59  | えらいぞトメ                   | 9月4日         | 9月4日         |
| #60  | おしとらんよ                   | 9月11日        | 9月11日        |
| #60  | トメとぴょいーん               | 9月11日        | 9月11日        |
| #61  | だっこ                         | 9月18日        | 9月18日        |
| #61  | そうか                         | 9月18日        | 9月18日        |
| #62  | ぴょい〜んの話                 | 9月25日        | 9月25日        |
| #63  | 続・ぴょい〜んの話             | 10月2日        | 10月2日        |
| #64  | なんなん                       | 10月9日        | 10月9日        |
| #64  | 帰宅ハイ                       | 10月9日        | 10月9日        |
| #65  | なくて七癖                     | 10月16日       | 10月16日       |
| #66  | いや、ぜんぜん                 | 10月23日       | 10月23日       |
| #66  | 毛布の季節                     | 10月23日       | 10月23日       |
| #67  | ぽっちゃ〜ん                   | 10月30日       | 10月30日       |
| #67  | 本日の業務                     | 10月30日       | 10月30日       |
| #68  | しっぽス〜ス〜                 | 11月6日        | 11月6日        |
| #68  | 寝にぎり                       | 11月6日        | 11月6日        |
| #69  | くるねこ保育園                 | 11月13日       | 11月13日       |
| #70  | 続・くるねこ保育園             | 11月20日       | 11月20日       |
| #71  | ポーちゃんのお口               | 11月27日       | 11月27日       |
| #71  | こわいのじゃ〜                 | 11月27日       | 11月27日       |
| #72  | どえんどえん                   | 12月4日        | 12月4日        |
| #73  | お撫でなさい                   | 12月11日       | 12月11日       |
| #73  | モッサちゃん                   | 12月11日       | 12月11日       |
| #74  | W指トコトコ                    | 12月18日       | 12月18日       |
| #74  | 指トコトコ ぼん編              | 12月18日       | 12月18日       |
| #75  | 確定申告                       | 12月25日       | 12月25日       |
| #76  | 爪切り                         | 2011年 1月8日  | 2011年 1月8日  |
| #76  | お坊さん                       | 2011年 1月8日  | 2011年 1月8日  |
| #77  | お寿司ぼん                     | 1月15日        | 1月15日        |
| #77  | ささみまつり                   | 1月15日        | 1月15日        |
| #78  | 続・モッサちゃん               | 1月22日        | 1月22日        |
| #78  | あづあづあづ…                  | 1月22日        | 1月22日        |
| #79  | 缶詰の音                       | 1月29日        | 1月29日        |
| #80  | ぼん巣化計画                   | 2月5日         | 2月5日         |
| #80  | リニューアルオープン           | 2月5日         | 2月5日         |
| #81  | 特別                           | 2月12日        | 2月12日        |
| #82  | 屋根よりも高いプライド         | 2月19日        | 2月19日        |
| #83  | トメのコッペぱんち             | 2月26日        | 2月26日        |
| #84  | ステキなリボン                 | 3月5日         | 3月5日         |
| #84  | でろでろで〜                   | 3月5日         | 3月5日         |
| #85  | 猫に教えられたこと             | 3月19日        | 3月19日        |
| #86  | どえりゃーできゃーエビフリャー | 3月26日        | 3月26日        |
| #87  | あまのじゃく                   | 4月2日         | 4月2日         |
| #88  | ステキな朝がなかった日         | 4月9日         | 4月9日         |
| #89  | ぷ〜ぷ〜                       | 4月16日        | 4月16日        |
| #89  | またぷ〜ぷ〜                   | 4月16日        | 4月16日        |
| #90  | トメ、ちょっと寒いかもよ〜     | 4月23日        | 4月23日        |
| #91  | 猫の失敗                       | 4月30日        | 4月30日        |
| #92  | まねき猫                       | 5月7日         | 5月7日         |
| #93  | 臭っつあい                     | 5月14日        | 5月14日        |
| #93  | けっむいのよ                   | 5月14日        | 5月14日        |
| #94  | 尾張の黒豹、ぼん太夫           | 5月21日        | 5月21日        |
| #94  | トメのもふ                     | 5月21日        | 5月21日        |
| #95  | 猫の珍行動                     | 5月28日        | 5月28日        |
| #96  | 森の石ぼん                     | 6月4日         | 6月4日         |
| #97  | トメ音頭♪                      | 6月11日        | 6月11日        |
| #97  | ぼん☆ダンス                    | 6月11日        | 6月11日        |
| #97  | cobonのワルツ                  | 6月11日        | 6月11日        |
| #97  | ねこぼんぼん                   | 6月11日        | 6月11日        |
| #97  | 美輪もんもん                   | 6月11日        | 6月11日        |
| #98  | チャレンジャー・トメ           | 6月18日        | 6月18日        |
| #98  | チャレンジャー・トメ2          | 6月18日        | 6月18日        |
| #99  | 寛平御記                       | 6月25日        | 6月25日        |
| #100 | ハラハラと                     | 7月2日         | 9月1日         |
| #100 | ひょっとこ                     | 7月2日         | 9月1日         |

### 放送局
| 放送地域   | 放送局                | 放送期間                       | 放送日時                                                                           | 放送系列       | 備考                                                                                     |
| ---------- | --------------------- | ------------------------------ | ---------------------------------------------------------------------------------- | -------------- | ---------------------------------------------------------------------------------------- |
| 近畿広域圏 | 関西テレビ（KTV）     | 2009年7月5日 - 2011年7月2日    | 日曜 8時55分 - 9時00分（ - 2010年3月） 土曜 17時25分 - 17時30分（2010年4月 - ）    | フジテレビ系列 | 製作委員会参加                                                                           |
| 中京広域圏 | 東海テレビ（THK）     | 2009年7月11日 - 2011年9月1日   | 土曜 11時40分 - 11時45分                                                           | フジテレビ系列 | 製作委員会参加                                                                           |
| 日本全域   | Yahoo!動画            | 2009年7月17日 -                | 隔週火曜日更新                                                                     | ネット配信     | 隔週更新                                                                                 |
| 神奈川県   | tvk                   | 2010年7月4日 -                 | 日曜 10時25分 - 10時30分（ - 2010年9月） 土曜 17時45分 - 17時50分（2010年10月 - ） | 独立UHF局      |                                                                                          |
| 東京都     | TOKYO MX              | 2010年7月18日 - 2011年7月9日   | 日曜 19時55分 - 20時00分（ - 2010年9月） 土曜 17時55分 - 18時00分（2010年10月 - ） | 独立UHF局      |                                                                                          |
| 北海道     | 北海道文化放送（UHB） | 2011年1月12日 -                | 水曜 25時10分 - 25時18分                                                           | フジテレビ系列 | 2話放送                                                                                  |
| 静岡県     | テレビ静岡（SUT）     | 2011年1月20日 - 2012年12月27日 | 木曜25時05分 - 25時10分                                                            | フジテレビ系列 |                                                                                          |
| 宮城県     | 仙台放送（OX）        | 2012年1月22日 -                | 日曜14時57分 - 15時00分                                                            | フジテレビ系列 | 「迷子ぼん-1」より放送                                                                   |
| 鹿児島県   | 鹿児島テレビ（KTS）   | 2014年4月5日 - 2015年12月26日  | 土曜17時15分 - 17時25分                                                            | フジテレビ系列 | 『くるねこプラス』として放送、同局が制作した視聴者から募集したペット映像を並行して放送。 |

## Webアニメ
スマートフォン向けアプリ配信アニメ『タテアニメ』として2017年10月5日より配信された。ナレーションは笠間淳。

### スタッフ（タテアニメ）
- 原作 - くるねこ大和『くるねこ』（KADOKAWA）
- 監督 - 芦名みのる
- プロデューサー - 大塚裕司、横山稔
- 作画監督 - ぼんで
- キャラクターデザイン - ぼんで、たけはらみのる
- 音響監督 - 郷文裕貴
- 音楽制作 - 片山修志（Team-MAX）
- アニメーション制作 - スタジオぷYUKAI
- 製作 - タテアニメ

### 各話リスト（タテアニメ）
| 話数   | サブタイトル     | 配信日         |
| ------ | ---------------- | -------------- |
| その1  | むかしばなし     | 2017年 10月5日 |
| その2  | ハブぐち         | 10月12日       |
| その3  | まいごぼん       | 10月19日       |
| その4  | とことこ         | 10月26日       |
| その5  | おにぎり         | 11月2日        |
| その6  | ほっくり         | 11月9日        |
| その7  | ごはん           | 11月16日       |
| その8  | トイレ・ハイ     | 11月23日       |
| その9  | はぴはぴ         | 11月30日       |
| その10 | たまにはかわいい | 12月7日        |